# Saison 5 de Person of Interest
Chronologie
Saison 4
La cinquième et dernière saison de Person of Interest, série télévisée américaine, est constituée de treize épisodes diffusée du 3 mai 2016 au 21 juin 2016 sur CBS. Au cours de cette saison, la société subit la « correction » de « Samaritain », alors que la Machine de Finch et Reese redémarre.

## Synopsis
John Reese et Harold Finch ont sauvé d'innombrables vies grâce à l'omniscience de leur superordinateur, la Machine et leur équipe toujours derrière eux — le lieutenant du NYPD Lionel Fusco, la hackeuse Root et l'ex-agent du gouvernement Sameen Shaw — mais une nouvelle menace met encore plus en péril leur mission et leur vie. Pendant des années, ils ont été protégés par la Machine, mais une nouvelle intelligence artificielle connue sous le nom de « Samaritain » ayant finalement réussi à acculer cette dernière à l'intérieur du réseau électrique national, c'est au tour de l'équipe de John de protéger la création de Finch. Shaw est toujours disparue et l'équipe est une fois de plus cachée en pleine lumière. Mais avec « Samaritain » présent partout, Finch espère être en mesure de reconstruire et de « ressusciter » la Machine. Cependant, s'il le fait, restera-t-elle la même…

## Distribution

### Acteurs principaux
- Jim Caviezel (VF : Jean-Pierre Michaël) : John Reese
- Michael Emerson (VF : Jean-Luc Kayser) : Harold Finch
- Kevin Chapman (VF : Gérard Darier) : Lieutenant Lionel Fusco
- Amy Acker (VF : Laëtitia Lefebvre) : Samantha « Sam » Groves alias « Root » / la Machine (voix)
- Sarah Shahi (VF : Charlotte Marin) : Sameen Shaw

### Acteurs récurrents
- Joshua Close (VF : Gilduin Tissier) : Jeff Blackwell (5 épisodes)
- Enrico Colantoni (VF : Guillaume Lebon) : Carl Elias (4 épisodes)
- John Nolan (VF : Jean-Bernard Guillard) : John Greer (4 épisodes)
- Carrie Preston (VF : Ninou Fratellini) : Grace Hendricks (2 épisodes - récurrence à travers les saisons)
- James LeGros (VF : Xavier Fagnon) : Bruce Moran (2 épisodes)
- John Doman (VF : Philippe Crubézy) : Sénateur Ross Garrison (2 épisodes - récurrence à travers les saisons)
- Brett Cullen (VF : Jean-Louis Faure) : Nathan Ingram (2 épisodes - récurrence à travers les saisons)
- Annie Parisse (VF : Natacha Muller) : Kara Stanton (1 épisode - récurrence à travers les saisons)
- Wrenn Schmidt (VF : Ingrid Donnadieu) : Dr Iris Campbell (1 épisode - récurrence à travers les saisons)

### Invités
- Robert Manning, Jr. : Zachary (épisodes 1, 10 et 12)
- David Aaron Baker (en) : Martin Leroux (épisodes 1 et 12)
- Ned Eisenberg : Lieutenant Soriano (épisode 1)
- LaChanze : Mona (épisodes 2 et 8)
- Paige Patterson : Laurie Granger (épisode 2)
- Keith David (VF : Thierry Desroses) : Terence Beale, Superviseur de la Division des Activités Spéciales de la CIA (épisode 3)
- Nicholas Baroudi : Ortega (épisode 3)
- Julian Ovenden : Jeremy Lambert (épisodes 4, 7 et 8)
- Anne Carney : Infirmière (épisode 4)
- Eyas Younis : Hamid (épisode 4)
- Will Connolly : Ethan Garvin (épisode 5)
- Julie Cavaliere : Mary Mulhall (épisode 5)
- Oakes Fegley : Gabriel Hayward (épisode 6)
- Purva Bedi (en) : Maggie (épisode 6)
- Sarah Wilson : Phoebe (épisode 6)
- Scott Adsit (VF : Pierre Laurent): Max (épisode 7)
- Christopher Stadulis : Barrett (épisode 7)
- James Chen : James (épisode 8)
- Mark H. Dold : Administrateur Garcia (épisode 8)
- Neal Huff : Terry Easton (épisode 9)
- Rupak Ginn : Amir Siddiq (épisode 9)
- Geoff Pierson : Agent Roberts du FBI (épisode 10)
- Christine Cartell : Brenda (épisode 10)
- Jimmi Simpson (VF : Sébastien Desjours) : Logan Pierce (épisode 11)
- Annie Ilonzeh (VF : Jocelyne Nzunga) : Harper Rose (épisode 11)
- James Carpinello (VF : Anatole de Bodinat) : Joey Durban (épisode 11)
- Joel Haberli : le Président des Etats-Unis (épisode 11)
- Karen Pittman : Tracey Phillips (épisode 11)
- Jacob Pitts (VF : Olivier Chauvel) : Henry Peck (épisode 12)
- Mike McGlone (VF : Jérôme Pauwels) : Lieutenant Bill Szymanski (épisode 12)
- Michael Potts : Travers (épisode 12)
- Ebon Moss-Bachrach (VF : Thomas Roditi) : Michael Cole (épisode 12)
- Jean Brassard : Claude Bertrand (épisode 12)
- Justin Grace : Policier (épisode 13)
- John Douglas Thompson (en) : Murphy (épisode 13)

## Production

### Développement
Le 11 mai 2015, la série a été renouvelée pour cette cinquième saison de treize épisodes, en raison d'audiences déclinantes. La série n’est ensuite pas annoncée dans la grille de la saison 2015-2016, laissant suggérer une première diffusion plus tard qu'en septembre.
Le 30 novembre 2015, CBS annonce sa grille pour la mi-saison dans laquelle Person of Interest n'est pas présente, laissant suggérer une diffusion lors de l'été 2016.
Le 11 janvier 2016, lors d'une conférence de presse, J. J. Abrams, le producteur de la série, annonce que la cinquième saison sera probablement la dernière.
Le lendemain, Glenn Geller, président de CBS Entertainment, annonce que la saison sera diffusée au printemps 2016, que le dernier épisode peut servir autant de season finale que de series finale et refuse de confirmer que la saison sera la dernière.
Le 16 mars 2016, CBS annonce finalement la cinquième saison comme la dernière de la série, dû au fait que la série est une production Warner Bros. et non CBS Television Studios. CBS ne gagnait de l'argent que lors des publicités diffusées pendant les épisodes et non sur les droits de syndication ou sur les ventes à l'international. La saison sera diffusée au rythme de deux épisodes par semaine, les mardis et les lundis à 22 h.

### Casting
Le 11 août 2015, Sarah Shahi annonce le retour à plein temps de Sameen Shaw dans la saison 5. Elle déclare revenir avant la moitié de la saison et participer à huit ou neuf épisodes.
Le 18 août 2015, l'acteur Keith David, aperçu entre autres dans la série Enlisted, est annoncé pour interpréter en tant qu'invité un agent de la CIA.
En octobre 2015, l'acteur Enrico Colantoni est annoncé de retour lors de cette saison.
Le 9 novembre 2015, le showrunner Greg Plageman annonce lors d'une fête célébrant la production du 100e de la série que l'acteur Joshua Close (vu dans Fargo) a obtenu un rôle récurrent dans cette saison sans donner de détail sur le personnage qu'il interprétera. Lors de ce rassemblement, plusieurs membres de la distribution, en particulier Kevin Chapman, annoncent que pour eux, cette cinquième saison est la meilleure de la série.
En décembre 2015, Annie Ilonzeh (saison 4) et Jimmi Simpson (saison 2) sont annoncés pour reprendre leur rôle lors de cette saison.
En janvier 2016, l'actrice Carrie Preston a annoncé qu'elle sera de retour dans la saison 5 pour plusieurs épisodes, notamment dans le premier épisode de cette saison et un autre à la fin.

### Diffusions
Aux États-Unis, cette saison a été diffusée du mardi 3 mai 2016 au mardi 21 juin 2016 sur CBS.
Au Canada, elle a été diffusée en simultané sur le réseau CTV.
La diffusion francophone se déroule ainsi :
En Belgique, du 11 octobre 2016 au 15 novembre 2016 sur La Une, chaîne du groupe de la RTBF, tous les mardis à 20 h 20, à raison de deux épisodes inédits par soirée.
En Suisse, du 20 octobre 2016 au 24 novembre 2016 sur RTS Un, tous les jeudis à 21 h, à raison de deux épisodes inédits par soirée.
En France, du 8 novembre 2016 au 13 décembre 2016 sur TF1, tous les mardis à 21 h, à raison de deux à trois épisodes inédits par soirée.
Au Québec, à partir du 20 septembre 2017 sur le réseau V

## Résumé de la saison
Reese, avec la Machine, Finch et Root fuient chacun de leur côté, traqués par les agents de « Samaritain ». Fusco, lui, doit répondre à quelques questions du FBI et des Affaires Internes à la suite des décès de Dominic et Elias. Finch et Root tentent ensuite de décompresser la Machine, seulement celle-ci subit plusieurs bugs au niveau de la reconnaissance faciale et envoie un assassin pour éliminer John qu'elle considère comme une menace, au même titre que Harold et Root. Grâce à Harold, la Machine accepte de leur faire confiance. Sur une affaire, John se fait repérer par son ancien patron de la CIA, mais John disposant de plusieurs moyens de pression, il accepte de garder le silence. Parallèlement, « Samaritain » fait vivre depuis plusieurs mois des milliers de simulations à Shaw pour essayer de trouver l'emplacement de la cachette de l'équipe. Fusco se retrouve lui, harcelé par un ancien allié d'Elias cherchant des réponses sur sa mort. John et Harold ont réussi à le sauver et le cachent hors de la vue de « Samaritain ». Fusco, considérant que John et Harold ne lui font pas confiance, décide de s'éloigner de l'équipe et d'enquêter seul sur le nombre inquiétant de disparitions et de suicides. Root est par la suite, chargée par la Machine de protéger un animateur de radio fan de théories du complot et se retrouve dans le viseur de « Samaritain ». Toujours éloignée de l'équipe et se croyant encore dans une simulation, Shaw fait elle une tentative d'évasion pour regagner New York. Harold, John et Fusco retombent sur un vieil ennemi qui envoie plusieurs membres d'un gang les attaquer au commissariat. Après cet incident, John révèle l'existence de la Machine à Fusco et dans le même temps, Root retrouve Shaw et la ramène parmi les autres.
À la suite d'une erreur de sa part, Harold voit sa couverture grillée et sera protégé par l'équipe qui verra Root et Elias se sacrifier pour lui. Ne supportant pas cela, il fait cavalier seul aidé de la Machine qui envoie John, Shaw et Fusco à Washington protéger le président des États-Unis ou ils rencontreront d'anciens numéros qui travaillent eux-aussi pour la Machine. Fusco retourne à New York et John et Shaw s'infiltrent dans le siège de la NSA pour sauver Finch et récupérer un puissant virus, le Ice-9. De retour à New York, l'équipe emmène Fusco au repaire où Shaw qui communique dorénavant avec la Machine leur indique que leurs agents ne vont pas tarder. John et Harold se rendent à la banque fédérale de New- York pour infecter la copie de « Samaritain » avec le Ice-9 mais Harold l'enferme dans la banque ne voulant pas qu'il se sacrifie pour lui. De leur côté, Shaw et Fusco réussissent à fuir les agents de « Samaritain » à bord du métro qui était dans la base, mais Shaw se prend une balle et Fusco se retrouve grièvement blessé. Harold arrive sur un toit afin de finaliser l'implant du virus mais se rend compte trop tard qu'il est sur le mauvais toit et que John se trouve sur le bon, ayant conclu un pacte avec la Machine pour protéger Harold. Il fait cela pour remercier Harold d'avoir donné un sens à sa vie. La Machine arrive à supprimer « Samaritain ». Harold retrouve Grace en Italie, Shaw tue le meurtrier de Root et retrouve Fusco puis emmène le chien avec elle. La série se termine sur Shaw répondant au téléphone comprenant que la Machine est revenue à la vie.

## Liste des épisodes

### Épisode 1:Réanimation
- États-Unis /  Canada : 3 mai 2016 sur CBS[9] / CTV
- Belgique : 11 octobre 2016 sur La Une[15]
- Suisse : 20 octobre 2016 sur RTS Un[17]
- France : 8 novembre 2016 sur TF1[18]
- Québec : 20 septembre 2017 sur V

- États-Unis :
  - 7,35 millions de téléspectateurs[20] (première diffusion)
  - 10,11 millions de téléspectateurs[21] (première diffusion + différé 7 jours)
- Canada : 1,344 million de téléspectateurs[22] (première diffusion + différé 7 jours)
- France : 4,73 millions de téléspectateurs[23] (première diffusion)

- Robert Manning, Jr. (Zachary)
- David Aaron Baker (en) (Martin Leroux)
- Ned Eisenberg (Lieutenant Soriano)
- Lisa Tharps (Agent Glenda Sumner des Affaires Internes)
- Dikran Tulaine (Bela Durchenko)
- Mason Alban (AK-12)
- Michael Blaustein (Enfant du club)

- Flashforward :

Le début de l'épisode offre un flashforward dans lequel Root parle et dit qu'« elle ne sait pas si l'équipe a gagné ou perdu, si les autres membres de l'équipe sont encore vivants et finit en disant que ce qui va suivre est à la manière par laquelle ils ont riposté face à « Samaritain » ». Pendant qu'elle parle, la base souterraine de l'équipe est vue vide et le métro a disparu.
- Présent :

John est donc ensuite vu avec la mallette contenant le code source compressée de la Machine, poursuivi par des agents de « Samaritain ». Arrivant à s'en débarrasser, il rejoint Finch (lui-même ayant fui des agents de « Samaritain ») sur un ferry de Staten Island et tous les deux s’aperçoivent que la batterie alimentant la Machine est presque vide. Ils retournent alors de toute urgence dans la base du métro où Harold essaye de maintenir la Machine en vie. Cependant, celle-ci essaye directement de se décompresser toute seule mais Finch l'arrête, ne disposant pas encore du stockage nécessaire. Root, quant à elle, est également parvenue à se débarrasser des agents de « Samaritain » et même de personnes lambdas qui cherchaient à l'arrêter après avoir reçu une alerte sur leur téléphone portable. Celle-ci, envoyée par « Samaritain », indiquait que Root était une criminelle et devait être appréhendée. Elle arrive finalement à trouver refuge dans un repaire d'un ancien criminel qu'elle avait aidé du temps où elle était hackeuse. Cependant, celui-ci l'a dénoncée à « Samaritain » et des agents ne tardent pas à faire leur apparition. Avec l'aide de Reese, elle parvient à les neutraliser. En partant, ils volent 300 Playstation 3. Celles-ci servent à stocker toutes les données de la Machine de retour à la base du métro. Harold décompresse donc la Machine mais le tout commence à surchauffer et Reese arrive à tout refroidir avec de l'azote liquide. Finch demande alors à la Machine si « elle peut le voir ». La Machine répond en affichant un grand nombre de lignes de code sur l'écran, correspondant à son redémarrage.
Fusco, lui, doit répondre à beaucoup de questions après les morts de Elias et de Dominic. Il ne sait pas que c'est la Correction de « Samaritain » qui en est à l'origine mais se doute que quelque chose ne va pas, un sniper étant à l'origine des coups de feu.. Il essaye d'expliquer aux agents du FBI et des Affaires Internes qui enquêtent sur cette affaire que quelque chose cloche mais le rapport, trafiqué, indique que c'est Fusco qui a tiré sur Dominic par légitime défense et qu'il est un héros maintenant. Lionel essaye d'expliquer tout cela à John mais celui-ci lui dit de faire profil bas, voulant ne pas le mettre dans la ligne de mire de « Samaritain ».
- Flashback (2006) :

- Cet épisode est le premier où la Machine ne communique aucune personne d'intérêt à l'équipe, n'étant plus en état de marche.

- BSOD est un sigle anglais pour « Blue Screen of Death », pouvant être traduit par « Écran bleu de la mort ». C'est le surnom du message affiché sur un écran d'ordinateur par le système d'exploitation Microsoft Windows lorsque celui-ci ne peut plus récupérer d'une erreur système ou lorsqu'il arrive à un point critique d’erreur fatale.
- Cet épisode a réalisé la meilleure audience de la saison aux États-Unis.

### Épisode 2:Erreur de jugement
- États-Unis /  Canada : 9 mai 2016 sur CBS / CTV
- Belgique : 11 octobre 2016 sur La Une[15]
- Suisse : 20 octobre 2016 sur RTS Un[17]
- France : 8 novembre 2016 sur TF1[18]

- États-Unis :
  - 5,80 millions de téléspectateurs[24] (première diffusion)
  - 8,28 millions de téléspectateurs[25] (première diffusion + différé 7 jours)
- France : 4,08 millions de téléspectateurs[23] (première diffusion)

- LaChanze (Mona)
- Paige Patterson (Laurie Granger)
- Jasson Finney (Andrius)
- Anthony Grasso (Gerald Mancini)
- Nurit Monacelli (Rachel)
- Brian McCarthy (Edgar)
- Deandre Leatherbury (Wally)
- Joe Lanza (Mikey)
- Nick Doolan (Reg)

Maintenant que la Machine est totalement décompressée et de nouveau en état de marche, Root attend que celle-ci remette en place ses identités changeantes afin de pouvoir retourner hors de la base du métro. Cependant, la Machine subit quelques bugs, notamment au niveau de la reconnaissance faciale. Elle décide donc d'aller avec John voler 64 processeurs graphiques de nouvelles générations, qui, une fois connectés aux Playstation 3, permettent à la Machine de véritablement fonctionner à pleine puissance. Cependant, cette dernière semble avoir un problème à remettre les choses dans leur contexte et perd toute notion du temps. Elle confond le passé et le présent. Cela la conduit à identifier Root, Finch, et John comme des menaces au vu de nombreux délits et même crimes qu'ils ont effectués dans le passé. La Machine revit également les 42 fois où Finch a eu à la tuer car ce n'était pas la bonne version et ne le considère plus comme l’administrateur. Elle envoie même un assassin aux trousses de John pour l'éliminer. Root et Finch essayent donc de l'éteindre mais à chaque fois qu'ils s'approchent des serveurs, la Machine déclenche l'implant cochléaire de Root afin de lui faire mal et de les empêcher de l'éteindre. Root décide donc de s'administrer un puissant anesthésiant, le desflurane, afin que la Machine ne puisse plus l'utiliser comme moyen de pression. Finch arrive finalement à convaincre la Machine que l'équipe n'est pas une menace en utilisant notamment les numéros qu'ils ont sauvés au cours des dernières années. Enfin, Harold discute avec Samantha de la manière dont la Machine devrait être reconstruite. Root milite pour un système « ouvert », à la manière de « Samaritain », afin de donner à l'équipe et à la Machine toutes les chances de battre la machine de Greer. Harold, hésite, pensant aux terribles conséquences qu'il pourrait y avoir si la Machine tombait entre de mauvaises mains. Il accepte cependant de laisser la Machine « ouverte » pendant un certain temps.
- 31 numéros parmi lesquels :
  - Laurie Granger (criminelle)
  - Gerald Mancini (victime)
  - Jeff Blackwell (recruté par « Samaritain »).

- SNAFU est un acronyme anglais pour « Situation Normal: All Fucked Up » qu'on peut traduire en français par « Situation normale : c’est le bordel ».
- La Machine fait une erreur d'attribution temporelle et fusionne tous les jours, notant le jour actuel comme étant le « Jour {\displaystyle \mathbb {R} } » (pour nombre réel), mais la Machine a toujours noté les jours en employant des entiers naturels et devrait donc noter le jour actuel comme étant « Jour {\displaystyle \mathbb {N} } ».

### Épisode 3:Fantôme du passé
- États-Unis /  Canada : 10 mai 2016 sur CBS / CTV
- Belgique : 11 octobre 2016 sur La Une[15]
- Suisse : 20 octobre 2016 sur RTS Un[17]
- France : 22 novembre 2016 sur TF1[18]

- États-Unis :
  - 7,34 millions de téléspectateurs[26] (première diffusion)
  - 9,9 millions de téléspectateurs[25] (première diffusion + différé 7 jours)
- Canada : 1,39 million de téléspectateurs[27] (première diffusion + différé 7 jours)
- France : 4,39 millions de téléspectateurs[28] (première diffusion)

- Keith David (Terence Beale, Superviseur de la Division des Activités Spéciales de la CIA)
- Nicholas Baroudi (Ortega)
- Stephen Plunkett (Alex Duncan)
- Darren Goldstein (Paul Duncan)
- Asta Hansen (Dinah Campbell)
- Brian McCormack (Phil Campbell)
- Colin Smith (Serveur)

- Flashback (2010) :

Reese et sa partenaire du temps de la CIA Kara Stanton sont envoyés par leur patron Beale en Afghanistan afin d'enquêter sur un soldat qui aurait pu vendre des informations aux Talibans. Après lui avoir posé plusieurs questions, Reese détermine qu'il est bien un traître et le tue.
- Présent :

La Machine donne à l'équipe le numéro d'Alex Duncan, qui se trouve être le frère du soldat qu'a tué Reese. Il s'est mis en danger en enquêtant sur la disparition de son frère. En effet, la CIA veut garder certaines opérations non autorisées par le Congrès secrètes et ne veut pas qu'un civil puisse les exposer. Reese sauve donc Duncan de son ancien patron, Beale, qui s’aperçoit que John est encore en vie. John dit à Duncan que son frère est mort en héros, ce qui est loin d'être vrai. Cependant, pour John, c'est la seule chose que Duncan veut entendre et cela lui permettra de passer à autre chose. Beale accepte de garder secret le fait que John soit toujours vivant, notamment car Reese possède plusieurs moyens de pressions sur lui. Enfin, John décide de ne plus voir Iris, la psychologue avec qui il sortait depuis quelque temps, sans doute afin de la protéger de toute menace.
- Alex Duncan (victime)

### Épisode 4:Sous contrôle
- Canada : 15 mai 2016 sur CTV
- États-Unis : 16 mai 2016 sur CBS
- Belgique : 18 octobre 2016 sur La Une[15]
- Suisse : 27 octobre 2016 sur RTS Un[17]
- France : 22 novembre 2016 sur TF1[18]

- États-Unis :
  - 5,31 millions de téléspectateurs[29] (première diffusion)
  - 7,69 millions de téléspectateurs[30] (première diffusion + différé 7 jours)
- France : 3,82 millions de téléspectateurs[28] (première diffusion)

- Julian Ovenden (Jeremy Lambert)
- Anne Carney (Infirmière)
- Eyas Younis (Hamid)
- Andrew MacLarty (Bobby Jackson)
- James Riordan (Chirurgien)
- Brian J. Carter (Stewart)
- Kim Ramirez (Briggs)
- Jabari Gray (Murrow)
- Evan Leone (Agent de terrain)

- Aucune

- Le titre original fait référence aux nombre de simulations conduites sur Shaw.
- La série descend pour la première fois sous le taux de 1,0 sur les 18-49 ans (voir ci-dessous).

### Épisode 5:Détectirs
- États-Unis : 17 mai 2016 sur CBS
- Canada : 18 mai 2016 sur CTV
- Belgique : 18 octobre 2016 sur La Une[15]
- Suisse : 27 octobre 2016 sur RTS Un[17]
- France : 22 novembre 2016 sur TF1[18]

- États-Unis :
  - 6,97 millions de téléspectateurs[31] (première diffusion)
  - 9,46 millions de téléspectateurs[30] (première diffusion + différé 7 jours)
- France : 3,00 millions de téléspectateurs[28] (première diffusion)

- Will Connolly (Ethan Garvin)
- Julie Cavaliere (Mary Mulhall)
- Peter Gray Lewis (JD Carrick)
- Brit Whittle (Ben Haas)
- Jean Ann Steeves (Superviseur du Real Time Crime Center (en))
- Jonathan Wilde (Agent du Real Time Crime Center)
- Tyson Hall (Habitant de l'appartement 4D)
- Romell Witherspoon (Policier B)
- Daniel Morgan Shelley (Policier armé)
- Julian Rozzell (Sans-abri)

Reese protège un analyste du Real Time Crime Center appelé Ethan Garvin. Celui-ci travaille sur le logiciel ShotSeeker, capable de repérer un coup de feu dans toute la ville en utilisant des micros placés également dans toute la ville. L'utilisation de ce logiciel était sur le point d'être arrêtée car trop de bruits anodins comme ceux de pots d'échappement étaient pris pour des coups de feu mais Ethan est intervenu et est arrivé à différencier les fausses alertes des vrais coups de feu. Un soir, alors qu'il était sûr d'avoir analysé des coups de feu chez une ancienne connaissance, Kupra, ShotSeeker classe l'événement en fausse alerte. Cela met Ethan en danger car il commence à enquêter sur cet incident. Reese et Finch déterminent que « Samaritain » est à l'origine de la fausse alerte en ayant piraté ShotSeeker. En effet, Kupra était sur le point de rendre public des recherches qui auraient permis d'allonger la durée de vie de certains aliments, ce qui aurait permis de diminuer la sous-alimentation, ce à quoi « Samaritain » semble opposé, en falsifiant sa disparition et en essayant de cacher son travail. Resse protège donc Ethan, dans le radar de « Samaritain », qui n'hésite pas à employer des mesures extrêmes pour arrêter son investigation comme faire croire aux forces de l'ordre que Ethan veut effectuer un suicide par police interposée. Finalement, Finch et Root publient les recherches de Kupra dans la presse, rendant Ethan impertinent aux yeux de « Samaritain ». Les recherches ont été récupérées par Root des mains de Jeff Blackwell. Root essaye de faire comprendre à ce dernier que son employeur, « Samaritain », n'est pas aussi bon qu'il le laisse paraître. Fusco, qui a aidé l'équipe, est désigné comme « possible obstructionniste » par « Samaritain ».
Pendant ce temps, Fusco est approché par un ancien associé d'Elias, Bruce Moran, pour obtenir des informations sur la mort de son ami. Finalement, ce dernier enlève Reese et John est forcé de lui révéler la vérité : Elias est vivant dans un repaire de l'équipe, sauvé par cette dernière après la Correction de « Samaritain ». Elias semble être au courant de l'existence de « Samaritain ». Il dit à Bruce qu'il vaut mieux rester caché, des adversaires beaucoup plus puissants étant dans la partie maintenant.
- Ethan Garvin (victime)
- Mary Mulhall (victime)

- Le titre original « Shotseeker » fait référence au logiciel utilisé par la police pour déterminer l'origine des coups de feu.

### Épisode 6:Une union parfaite
- États-Unis /  Canada : 23 mai 2016 sur CBS / CTV
- Belgique : 25 octobre 2016 sur La Une[15]
- Suisse : 3 novembre 2016 sur RTS Un[17]
- France : 29 novembre 2016 sur TF1[18]

- États-Unis :
  - 5,49 millions de téléspectateurs[32] (première diffusion)
  - 7,93 millions de téléspectateurs[33] (première diffusion + différé 7 jours)
- Canada : 1,148 million de téléspectateurs[34] (première diffusion + différé 7 jours)
- France : 3,82 millions de téléspectateurs[35] (première diffusion)

- Oakes Fegley (Gabriel Hayward)
- Purva Bedi (en) (Maggie)
- Sarah Wilson (Phoebe Turner)
- Kati Rediger (Janna)
- Christina Bennett Lind (Karen)
- Daniel Abeles (Will)
- Tom Wiggin (Kent)
- Russell G. Jones (Howard Carpenter)
- Dan Puck (Homme musclé)
- Mark Delabarre (Officiant)
- Brian J. Carter (Docteur)

- Phoebe Turner (victime)
- Howard Carpenter (victime)

### Épisode 7:Code radio
- États-Unis /  Canada : 24 mai 2016 sur CBS / CTV
- Belgique : 25 octobre 2016 sur La Une[15]
- Suisse : 3 novembre 2016 sur RTS Un[17]
- France : 29 novembre 2016 sur TF1[18]

- États-Unis : 5,33 millions de téléspectateurs[36] (première diffusion)
- Canada : 1,126 million de téléspectateurs[34] (première diffusion + différé 7 jours)
- France : 3,21 millions de téléspectateurs[35] (première diffusion)

- Julian Ovenden (Jeremy Lambert)
- Scott Adsit (Max Greene)
- Christopher Stadulis (Barrett)
- Edward Chin-Lyn (Chasseur de fantômes)
- Samantha Buck (Docteur de « Samaritain »)
- Kushtrim Hoxha (Vasily)
- Abbi Snee (Brittany)
- Christopher Stadulis (Barrett)
- Kim Ramirez (Briggs)

- Max Greene (victime)

- QSO est un code qui signifie « Pouvez-vous communiquer avec… directement (ou par relais) ? » selon le code Q.
- Cet épisode a été exceptionnellement diffusé à 21 h aux États-Unis. Il a été suivi d'un autre inédit[1].

### Épisode 8:Le Virus
- États-Unis /  Canada : 24 mai 2016 sur CBS / CTV
- Belgique : 1er novembre 2016 sur La Une[15]
- Suisse : 10 novembre 2016 sur RTS Un[17]
- France : 29 novembre 2016 sur TF1[18]

- États-Unis :
  - 4,92 millions de téléspectateurs[36] (première diffusion)
  - 7,23 millions de téléspectateurs[33] (première diffusion + différé 7 jours)
- Canada : 1,126 million de téléspectateurs[34] (première diffusion + différé 7 jours)
- France : 2,52 millions de téléspectateurs[35] (première diffusion)

- Julian Ovenden (Jeremy Lambert)
- LaChanze (Mona)
- James Chen (James Ko)
- Mark H. Dold (Administrateur Garcia)
- Jenna Stern (Dr Mason)
- Sonnie Brown (Infirmière Carroll)
- John Mondin (Paulie)
- Christina Saragaglia (Fille punk)
- Kim Ramirez (Briggs)
- Antonio Lyons (Samuel)
- Martin Ewans (Sid)
- Elena Shaddow (Ally)
- James Ciccone (en) (Frank Capello)
- Jennifer Fouche (Mère)
- Jon Collin Barclay (Joueur de rugby)
- Leajato Robinson (Garçon de salle)
- Brian Michael (Policier)
- Ras Enoch McCurdie (Gangster)
- Robin McGinnis (Journaliste)

- James Ko (victime)

- Cet épisode a réalisé la plus basse audience de la saison, ainsi que pour toutes les saisons confondues de la série, aux États-Unis.

### Épisode 9:Une voix familière
- États-Unis /  Canada : 30 mai 2016 sur CBS / CTV
- Belgique : 1er novembre 2016 sur La Une[15]
- Suisse : 10 novembre 2016 sur RTS Un[17]
- France : 6 décembre 2016 sur TF1[18]

- États-Unis :
  - 5,49 millions de téléspectateurs[37] (première diffusion)
  - 7,85 millions de téléspectateurs[38] (première diffusion + différé 7 jours)
- Canada : 923 000 téléspectateurs[39] (première diffusion + différé 7 jours)
- France : 4,44 millions de téléspectateurs[40] (première diffusion)

- Neal Huff (Terry Easton)
- Rupak Ginn (Amir Siddiq)
- Teddy Cañez (Raul)
- Gino Vento (Benavides)
- Marcus Ho (Officier Chen)
- Philip Reid (Lieutenant de l'ESU)
- Elizabeth Loyacano (Carla Easton)
- Al Roffe (Père)
- Jose Joaquin Perez (Homme au chapeau de cow-boy)
- John Halas (Policier)

- Terry Easton (criminel)

### Épisode 10:Pour Finch
- États-Unis /  Canada : 31 mai 2016 sur CBS / CTV
- Belgique : 8 novembre 2016 sur La Une[15]
- Suisse : 17 novembre 2016 sur RTS Un[17]
- France : 6 décembre 2016 sur TF1[18]

- États-Unis :
  - 6,66 millions de téléspectateurs[41] (première diffusion)
  - 8,97 millions de téléspectateurs[38] (première diffusion + différé 7 jours)
- Canada : 1,32 million de téléspectateurs[39] (première diffusion + différé 7 jours)
- France : 3,60 millions de téléspectateurs[40] (première diffusion)

- Robert Manning, Jr. (Zachary)
- Geoff Pierson (Agent Roberts du FBI)
- Christine Cartell (Brenda)
- Reese Madigan (Lieutenant no 1)
- DeShawn Harold Mitchell (Lieutenant no 2)
- Sunita Mani (Sonum)
- Narrington Walters, Jr (Banger)
- Ed Incle (Javier)
- Richard Foster (Policier)
- Debbie Campbell (Serveuse)
- Ryan Quinn (Garde)
- Mark Doherty (Agent de « Samaritain » no 1)
- Nicholas Tucci (Agent de « Samaritain » no 2)

- Harold Finch (criminel)

- Le 100e épisode de la série.
- Root meurt à l'issue de cet épisode.

### Épisode 11:Mission capitale
- États-Unis /  Canada : 7 juin 2016 sur CBS / CTV
- Belgique : 8 novembre 2016 sur La Une[15]
- Suisse : 17 novembre 2016 sur RTS Un[17]
- France : 6 décembre 2016 sur TF1[18]

- États-Unis :
  - 6,36 millions de téléspectateurs[42] (première diffusion)
  - 8,90 millions de téléspectateurs[43] (première diffusion + différé 7 jours)
- Canada : 1,338 million de téléspectateurs[44] (première diffusion + différé 7 jours)
- France : 2,92 millions de téléspectateurs[40] (première diffusion)

- Joel Haberli (le Président des États-Unis)
- Jimmi Simpson (Logan Pierce)
- James Carpinello (Joey Durban)
- Annie Ilonzeh (Harper Rose)
- Karen Pittman (Tracey Phillips)
- Will Brill (Charlie Vaida)
- Theis Weckesser (Agent Daniels)
- L. Steven Taylor (Barnes)
- John Quilty (Homme qui pense beaucoup)
- Nathan James (Homme en costume no 1)
- Kristine Johnson (Reporter télé)
- Gregory Porter Miller (Officier Reed)
- Adrian Alvarado (Lieutenant Johnson)

- le Président des États-Unis (victime)
- John Reese (victime)

- La synecdoque est une métonymie particulière pour laquelle la relation entre le terme donné et le terme évoqué constitue une inclusion ou une dépendance matérielle ou conceptuelle. Ici, on observe une synecdoque quand, en évoquant la Maison-Blanche, on veut en fait parler du Président des États-Unis.
- Cet épisode marque le retour de plusieurs personnages mineurs apparus dans les saisons précédentes :
  - Joey Durban, qui était apparu dans l'épisode 3 de la saison 1.
  - Logan Pierce, qui était apparu dans l'épisode 14 de la saison 2.
  - Harper Rose, qui était apparue dans plusieurs épisodes de la saison 4.

### Épisode 12:Un autre destin
- États-Unis /  Canada : 14 juin 2016 sur CBS / CTV
- Belgique : 15 novembre 2016 sur La Une[15]
- Suisse : 24 novembre 2016 sur RTS Un[17]
- France : 13 décembre 2016 sur TF1[18]

- États-Unis :
  - 6,27 millions de téléspectateurs[45] (première diffusion)
  - 8,75 millions de téléspectateurs[46] (première diffusion + différé 7 jours)
- Canada : 988 000 téléspectateurs[47] (première diffusion + différé 7 jours)
- France : 4,18 millions de téléspectateurs[48] (première diffusion)

- Robert Manning, Jr. (Zachary)
- Jacob Pitts (Henry Peck)
- Mike McGlone (Lieutenant Bill Szymanski)
- David Aaron Baker (en) (Martin LeRoux)
- Michael Potts (Travers)
- Ebon Moss-Bachrach (Michael Cole)
- Jean Brassard (Claude Bertrand)
- William Popp (McManus)
- Alex Manette (Barnett)
- Patrick Byas (Garde)
- Pasha Pellosie (Garde au bureau)
- Fisher Neal (Sergent Neal)
- Alfredo Narciso (Policier en uniforme)
- Quincy Darius Delince (Valet)
- Lorrie Odom (Femme)
- Marlon Perrier (Agent de sécurité)
- Jeremy Burnett (Policier de « Samaritain »)

Finch poursuit sa mission de détruire « Samaritain » en répandant le virus informatique Ice-9, tout en sachant que cela pourrait également anéantir la Machine. En parallèle, la Machine lui montre des simulations de ce qu'aurait été la vie de différents personnages (dont Finch lui-même, Reese et Fusco) si la Machine n'avait pas été créée. 
- John Greer (victime)

- .exe est l'extension d'un fichier exécutable sous Windows.
- Au cours de l'épisode, Reese et Shaw volent un routeur wifi dont l'étiquette mentionne le nom d'Edward Snowden, le lanceur d'alerte de la NSA.
- Dashwood, le mot de passe utilisé par Harold, est le nom de protagonistes du roman Sense and Sensibility, livre qu'a utilisé Harold pour demander en mariage Grace.
- En plus du retour de Ross Garrison, cet épisode marque le retour de plusieurs personnages mineurs apparus dans les saisons précédentes :
  - Henry Peck, qui était apparu dans l'épisode 22 de la saison 1. Dans la simulation de ce qu'aurait été sa vie sans la Machine, il est abattu par Shaw.
  - Michael Cole, qui était apparu dans l'épisode 16 de la saison 2.
  - Travers, qui était apparu dans l'épisode 12 de la saison 4.
  - Le lieutenant Bill Szymanski, qui était apparu dans plusieurs épisodes des saisons 1 et 2.

### Épisode 13:Une vie à la fois
- États-Unis /  Canada : 21 juin 2016 sur CBS[9] / CTV
- Belgique : 15 novembre 2016 sur La Une[15]
- Suisse : 24 novembre 2016 sur RTS Un[17]
- France : 13 décembre 2016 sur TF1[18]

- États-Unis :
  - 6,51 millions de téléspectateurs[49] (première diffusion)
  - 9,02 millions de téléspectateurs[50] (première diffusion + différé 7 jours)
- Canada : 1,316 million de téléspectateurs[51] (première diffusion + différé 7 jours)
- France : 3,57 millions de téléspectateurs[48] (première diffusion)

- Justin Grace (Jeune Policier)
- John Douglas Thompson (en) (Murphy)
- Amy Tribbey (Mère de Reese)
- Jack Davis (Reese jeune)
- Rebecca Darke (Femme mourante)
- Michael De Nola (Chauffeur de taxi)
- Andrew Haserlat (Technicien en chef)
- Marvin Avila (Technicien no 2)
- Neal Matarazzo (Lieutenant Kearny)
- Kate Kearney Patch (Présidente de la commission parlementaire)
- Dick Brennan (Présentateur du journal)
- Kristine Johnson (Présentatrice du journal)
- Miguel Cervantes (Policier)
- Jason Tottenham (Homme en costume)
- Dylan Chalfy (Bourreau)
- Wayne Maugans (Homme)
- Jacob Berher (Garde)

L'épisode s'ouvre sur un message vocal de la Machine s'adressant à un auditeur anonyme, visant à raconter « qui ils étaient et comment ils ont contre-attaqué ».
Alors que le virus Ice-9 mis en place par Finch se répand dans le monde entier et cause d'importants dommages, l'équipe de la Machine cherche à porter le coup final à « Samaritain ». Ce dernier a mis en sûreté, à la Federal Reserve Bank of New York, une copie de lui-même protégée du virus. Finch et Reese s'y rendent et infectent cette copie également. Néanmoins, « Samaritain » parvient à télécharger une version compressée de lui-même dans un satellite russe. Il pirate ensuite un navire de guerre pour y envoyer un missile de croisière afin de détruire l'installation utilisée, ce afin que la Machine ne puisse être envoyée le combattre par le même chemin. En parallèle, Shaw et Fusco, retranchés au quartier général, sont attaqués par des hommes de main de « Samaritain » menés par Jeff Blackwell. Aidés par la Machine, Shaw et Fusco s'échappent en utilisant le train qui abritait les installations, capturant Blackwell au passage. Shaw comprend que ce dernier a tué Root, mais avant qu'elle ait pu faire quoi que ce soit, Blackwell s'échappe et blesse grièvement Fusco.
Finch décide de se sacrifier pour envoyer la Machine dans le satellite et détruire « Samaritain » pour de bon. Il enferme Reese dans la Réserve Fédérale et se rend sur le toit de l'installation avec une version compressée de la Machine. Arrivé à destination, la Machine lui livre les conclusions de son étude de la vie humaine, qui se résume à une pensée applicable à tous : « Tout individu meurt seul, mais si quelqu'un se souvient de vous après votre mort, alors peut-être que vous ne mourez jamais réellement ». Peu après, Finch comprend qu'il est sur le toit du mauvais bâtiment : Reese et la Machine ont passé un pacte secret pour l'épargner. C'est donc Reese qui se sacrifie pour télécharger la Machine dans le satellite, où elle détruit définitivement « Samaritain » pendant que Reese tombe sous les balles des agents de la super-intelligence artificielle malfaisante.
- Aucune

- Dans les langages de programmation, une instruction « Return 0 » à la fin d'une portion de code signifie qu'elle s'est exécutée avec succès.
- Cet épisode, le dernier de la saison 5, clôt également la série.
- Le début de l'épisode fait écho au flashforward vu dans le premier épisode de la saison : on comprend ainsi pourquoi c'est la voix de Root qui s'exprime et pourquoi le train n'est plus au quartier général.
- Le montage de l'épisode est entrecoupé de plusieurs flashforwards et de flash-backs.
- L'endroit où Shaw décroche le téléphone, dans la dernière scène de la série, est le même endroit où Reese regarde une caméra à la fin du pilote et aussi où ce dernier décroche le même téléphone à la fin du final de la saison 1.

## Audiences aux États-Unis

### Taux sur les 18-49 ans
Le taux sur les 18-49 ans est un des critères importants pour juger de l'avenir (renouvellement ou annulation) des séries diffusées à la télévision américaine. Un taux de 1 % signifie que 1 % de tous les habitants du pays ayant entre 18 et 49 ans regarde le programme.
| N° d'épisode | Taux sur les 18-49 ans (en %) | Taux sur les 18-49 ans (en %)        |
| N° d'épisode | Première diffusion            | Première diffusion + différé 7 jours |
| ------------ | ----------------------------- | ------------------------------------ |
| 1            | 1,2                           | inconnu                              |
| 2            | 1,0                           | inconnu                              |
| 3            | 1,1                           | inconnu                              |
| 4            | 0,9                           | inconnu                              |
| 5            | 1,1                           | inconnu                              |
| 6            | 0,9                           | 1,4                                  |
| 7            | 0,9                           | inconnu                              |
| 8            | 0,9                           | 1,3                                  |
| 9            | 0,8                           | 1,4                                  |
| 10           | 1,0                           | 1,5                                  |
| 11           | 1,0                           | 1,5                                  |
| 12           | 1,0                           | 1,5                                  |
| 13           | 1,0                           | 1,5                                  |

### Audiences moyennes
- Sur le nombre de téléspectateurs, cette saison totalise une moyenne de 6,14 millions de téléspectateurs[52].
- Sur le taux 18-49 ans, cette saison totalise un taux moyen de 1,0 %[52].

Ces chiffres sont basés sur les audiences des épisodes inédits enregistrés lors de leur jour de diffusion et non en Live + 7 jours.